# Siaosi Tuʻi Pelehake
Siaosi Fatafehi Toutaitokotaha, dit Siaosi Tuʻi Pelehake, né le 4 juillet 1842 et mort le 20 novembre 1912, est un noble tongien, brièvement Premier ministre en 1905 et père du roi George Tupou II.

## Biographie
Il est le fils de Salote Pilolevu, fille de George Tupou Ier, le fondateur du royaume moderne des Tonga. Le père de Siaosi Fatafehi est Filiaipulotu, 3e tenant du titre de noblesse Tuʻi Pelehake, l'un des plus importants du royaume. Siaosi Fatafehi épouse Fusipala, fille du prince Tevita ʻUnga, fils aîné du roi.
Son fils unique Siaosi devient le roi George Tupou II en 1893, à l'âge de 18 ans, à la mort de son arrière-grand-père. Élevé dans le confort, le jeune monarque n'a pas été préparé à son rôle, et s'avère inefficace et controversé. L'administration du royaume fonctionne à peine ; les impôts ne sont parfois pas collectés, et les décisions du gouvernement ne sont pas mises en œuvre. Tupou II s'aliène une partie de la noblesse et emprunte une somme importante d'argent à une compagnie allemande, la Deutsche Handels-und Plantagen-Gesellschaft. S'inquiétant du risque d'influence allemande dans le pays, le Royaume-Uni impose aux Tonga le statut de protectorat britannique en 1900. Dès 1902, le consul britannique Hamilton Hunter rapporte que la corruption et l'inefficacité du gouvernement de Tupou II ont atteint un niveau particulièrement grave ; il recommande l'annexion de l'archipel à l'Empire britannique. En décembre 1904, Sir Everard im Thurn, gouverneur colonial des Fidji et haut-commissaire britannique au Pacifique-occidental, visite le pays, confirme la véracité des rapports du consul, et contraint le roi Tupou II à exiler son Premier ministre Siosateki Veikune aux Fidji.
En janvier 1905, le roi nomme alors très brièvement au poste de Premier ministre son père Siaosi Fatafehi, le 4e Tuʻi Pelehake et le président de l'Assemblée législative depuis 1897. George Tupou II est toutefois rapidement contraint par Everard im Thurn de confier la direction du gouvernement à Sione Tupou Mateialona ; Siaosi Tuʻi Pelehake devient ministre des Finances. À cette fonction, il est contraint par un accord imposé au gouvernement par les Britanniques de se plier aux conseils du consul britannique en matière de politique financière, ainsi que pour l'embauche et le limogeage des fonctionnaires de son ministère ; cette règle s'applique par ailleurs au gouvernement dans son ensemble. Sous l'influence de Hamilton Hunter, ce nouveau gouvernement est efficace. Les finances et le commerce extérieur du royaume sont redressés, et le gouvernement entreprend une importante politique de construction d'infrastructures publiques : routes, citernes d'eau fraîche dans les villages, hôpitaux. Le gouvernement Mateialona démissionne toutefois en mai 1912 dans un contexte de désaccords entre le roi et le consul, et de la montée d'un nationalisme tongien ; Sione Mateialona est perçu par beaucoup comme un agent des Britanniques, et présente sa démission. Siaosi Tuʻi Pelehake meurt cette même année. Son titre de Tuʻi Pelehake demeure vacant jusqu'à ce que la reine Salote Tupou III le confère dix ans plus tard au prince Sione Manumataongo,,.